# MMIST CQ-10
Die MMIST CQ-10 SnowGoose ist eine unbemannte Transportdrohne der US-Streitkräfte. Die Drohne wird von dem kanadischen Unternehmen Mist Mobility Integrated Systems Technology (MMIST) in Ontario entwickelt und produziert. Die Drohne wird primär vom United States Special Operations Command für die schnelle Versorgung von Spezialeinheiten verwendet. Dafür verfügt sie über sechs modulare Transportschächte, in denen sie bis zu 272 kg Fracht transportieren kann. Die Flugnavigation erfolgt über ein autonomes GPS-System.

## Technische Daten
| Kenngröße               | Daten                                             |
| ----------------------- | ------------------------------------------------- |
| Länge                   | 2,90 m                                            |
| Leermasse               | 270 kg                                            |
| Maximales Startgewicht: | 635 kg                                            |
| Zuladung                | 272 kg                                            |
| Höchstgeschwindigkeit   | 61 km/h                                           |
| Dienstgipfelhöhe        | 5.500 m                                           |
| Reichweite              | 300 km                                            |
| Antrieb                 | 1 × Rotax 914 Kolbenmotor mit rund 81 kW Leistung |